# Microrregión de Rosário
La microrregión de Rosário es una de las microrregiones del estado brasileño del Maranhão perteneciente a la mesorregión Norte Maranhense. Su población según el censo 2010 IBGE es de 161.189 habitantes y está dividida en ocho municipios. Su población está formada por una mayoría de negros y mulatos 62.0, caboclos (mestizos de indios y blancos) 21.5, blancos 16.4 e indígenas 0.1. En el censo de 2010 consta de 149 indígenas viviendo en la región. Posee un área total de 6.601,955 km².

## Municipios
- Axixá
- Bacabeira
- Cachoeira Grande
- Icatu
- Morros
- Presidente Juscelino
- Rosário
- Santa Rita

- Datos: Q1907946